# Staatliche Kunstgewerbeschule Krakau
Die Staatliche Kunstgewerbeschule Krakau war eine Gewerbeschule in Krakau, die von den Behörden des Generalgouvernements im Gebäude der Akademie der Bildenden Künste Krakau errichtet wurde. Sie wurde am 31. März 1943 geschlossen.
Die Schule sollte polnische Handwerker ausbilden, um die Baudenkmäler der Stadt Krakau zu erhalten. Dank polnischer Pädagogen (u. a. Stanisław Kamocki und Józef Mehoffer), die hier im Untergrund das Programm der geschlossenen Akademie weiterführten, ermöglichte sie zukünftigen Malern und Bildhauern, wie Jerzy Nowosielski und Tadeusz Brzozowski, in der Nachkriegszeit eine Fortführung der Ausbildung an der dann wiedererstandenen Akademie der Bildenden Künste.
Seit März 1941 bestand die Kunstgewerbeschule unter der Direktion von Wilhelm Heerde, der neben den polnischen Lehrkräften auch Deutsche, wie den Bildhauer Robert Bednorz, Walter Messmann vom Bauhaus sowie den Leiter der Abteilung für Metallbildhauerei Otto Beckmann anstellte.
Die Schule wurde am 31. März 1943, zwei Wochen nach der Niederlage von Stalingrad, geschlossen. Wilhelm Heerde siedelte nach Wien um, die übrigen deutschen Professoren wurden zum Kriegsdienst einberufen.